# Neal Fredericks
Neal Leslie Fredericks (* 24. Juli 1969 in Newport Beach, Kalifornien; † 14. August 2004 in den Florida Keys) war ein US-amerikanischer Kameramann und Produzent. 

## Leben
Geboren wurde Neal L. Fredericks, der den Spitznamen „Boogie“ trug, am 24. Juli 1969 in Newport Beach, Kalifornien. Danach lebte er abwechselnd in Asien und Europa, bis er nach einiger Zeit wieder in Amerika wohnhaft wurde, um in Baltimore Filmkunst zu studieren. In seinen letzten Jahren war er in Los Angeles sesshaft. Sein erster Film als Kameramann war der Horrorfilm Laughing Dead, der im Jahr 1998 gedreht wurde. Sein großer Durchbruch kam mit den Filmen The Blair Witch Project (obwohl in dem Film die Aufnahmen von den drei Schauspielern, Heather, Josh und Michael, stammen sollten) und Dreamers.
Er war von 1999 bis 2003 mit der Chinesin Ann Lu verheiratet. 
Er starb, genau 3 Wochen nach seinem 35. Geburtstag, in Florida, als er mit einem Cessna-Flugzeug über den Florida Keys abstürzte. Er wollte Aufnahmen zum Film Cross Bones machen.

## Filmografie (Auswahl)
als Kameramann
- 1998: Laughing Dead
- 1999: Dreamers
- 1999: Blair Witch Project (The Blair Witch Project)
- 2000: The Curse of the Blair Witch
- 2001: Tea Time
- 2002: Out of Sync
- 2005: Callback
- 2006: Abominable

als Produzent
- 2004: The Legend of Diabolo